# 革命Dualism
《革命Dualism》（日语：革命デュアリズム）是2013年10月23日由King Records所发售水樹奈奈与T.M.Revolution的第二支合作单曲。

## 概要
电视动画《革命機Valvrave》（下文简称《VVV》）第二季的片头曲。在动画正式开播之前曾在动画《革命機Valvrave》第二季的第九支广告中作为背景音乐出现。曲名中的“Dualism”意即“二元论”。
与前作《Preserved Roses》由浅倉大介等T.M.Revolution的音乐团队负责制作相对应的，本作由水樹奈奈的音乐团队Elements Garden的成员负责制作。在臼杵成晃所做的访谈中，水树奈奈提到在一如以前遮住歌名只纯粹听歌曲，最后选出了上松范康所作的曲子。延续上一曲的快节奏曲风，本作的BPM更是超过了200。

## 销售记录
- 发售当日，共售出29231张，排名当日第三位。[10]
- Oricon周榜统计，一周间累计售出超过8万1千张，排名当周第二。[11]
- 日本大型网上商城TSUTAYA动漫网络商城所公布的十月销售榜单则显示《革命Dualism》销量排名第二。[12]
- 日本公信榜2013年第45周榜单显示，《革命Dualism》以15863张排名第七。[13]

## 收录曲目
作詞：Hibiki，作曲：上松範康（Elements Garden），編曲：岩橋星实（Elements Garden）。

### Type-A（初回限定盤）
| CD单曲   | CD单曲                    | CD单曲 |
| 曲序     | 曲目                      | 时长   |
| -------- | ------------------------- | ------ |
| 1.       | （革命Dualism）           | 3:59   |
| 2.       | （革命Dualism﹣动画版﹣） | 1:32   |
| 总时长： | 总时长：                  | 5:31   |

| DVD      | DVD                                      | DVD  |
| 曲序     | 曲目                                     | 时长 |
| -------- | ---------------------------------------- | ---- |
| 1.       | （革命Dualism PV）                       | 5:54 |
| 2.       | （革命Dualism发行广告）                  | 2:30 |
| 3.       | （动画「革命机Valvrave」第二季播映广告） | 0:45 |
| 总时长： | 总时长：                                 | 9:09 |

### Type-B（期間限定盤）
| CD单曲   | CD单曲   | CD单曲 |
| 曲序     | 曲目     | 时长   |
| -------- | -------- | ------ |
| 1.       |          | 3:59   |
| 总时长： | 总时长： | 3:59   |

### Type-C（通常盤）
| CD单曲   | CD单曲                       | CD单曲 |
| 曲序     | 曲目                         | 时长   |
| -------- | ---------------------------- | ------ |
| 1.       |                              | 3:59   |
| 2.       | （仅水树奈奈声音版本）       | 3:59   |
| 3.       | （仅T.M.Revolution声音版本） | 3:59   |
| 总时长： | 总时长：                     | 11:57  |